# 西部方面戦車隊
西部方面戦車隊（せいぶほうめんせんしゃたい、JGSDF Western Army Tank Unit）は、陸上自衛隊玖珠駐屯地（大分県玖珠郡玖珠町）に駐屯する西部方面隊直轄（平素第8師団隷属）の機甲科（戦車）部隊である。

## 概要
西部方面隊直轄師団の第4戦車大隊と第8戦車大隊を統合再編成したものである。隊長は、1等陸佐（二）が充てられ玖珠駐屯地司令を兼ねる。編成当初は平素第4師団隷属部隊であり、10式戦車・74式戦車を2個中隊ずつ運用する4個中隊基幹であった。2019年（平成31年）、74式戦車の全車用途廃止により2個中隊（第3～4戦車中隊）が廃止されたことにより、全国で初めて10式戦車のみによって編成された部隊となった。2022年（令和4年）以降、第8師団隷下部隊として運用されている。
部隊マークは旧第4戦車大隊・本部管理中隊で使用されていたマークの意匠を汲み取り、西部方面隊の部隊マーク（九州の山々をデザインした"西"の文字）に雄牛の角を組み合わせたものである。
26中期防では戦車定数の削減、島嶼防衛力の向上、第4師団の地域配備師団化、第8師団の機動師団化が盛り込まれた。戦車部隊は北海道と九州のみ残され、このうち九州では西部方面隊直轄部隊としての設置が予定されていた。再編前の西部方面隊の戦車部隊は第4師団隷下の第4戦車大隊（廃止時2個中隊基幹）および第8師団隷下の第8戦車大隊（廃止時4個中隊基幹）がいずれも玖珠駐屯地に配置されていた。新編に際しては戦車定数が削減され、第4戦車大隊の一部を水陸機動団戦闘上陸大隊の1個中隊、第8戦車大隊の一部を第42即応機動連隊機動戦闘車隊として編成し、残余を統合して方面直轄部隊として再編したものが当隊である。

## 沿革
- 2018年（平成30年） 
  - 3月27日：第4戦車大隊と第8戦車大隊を統廃合して玖珠駐屯地に新編[7][8]。隊長が玖珠駐屯地司令に職務指定。平素第4師団隷属、旧第4戦車大隊の警備管区を継承。西部方面後方支援隊第301戦車直接支援中隊が支援部隊となる。
  - 時期不明：第4偵察戦闘大隊編成準備のため、第3戦車中隊に16式機動戦闘車を配備。
- 2019年（平成31年）3月26日：部隊改編[9]

1. 平素第4師団隷属から西部方面隊直轄部隊に移行。
2. 74式戦車の全車用途廃止に伴い第3戦車中隊・第4戦車中隊を廃止。

※第3戦車中隊（16式機動戦闘車、96式装輪装甲車を装備）は福岡駐屯地に移駐し、第4偵察隊と統合され、第4偵察戦闘大隊戦闘中隊に改編。
- 時期不明：本部管理中隊に87式偵察警戒車を配備。
- 2022年（令和04年）3月：西部方面隊直轄部隊から平素第8師団隷属に移行。

## 部隊編成
- 西部方面戦車隊本部
- 本部管理中隊「西方戦-本」：10式戦車 / 96式装輪装甲車 / 87式偵察警戒車
- 第1戦車中隊「西方戦-1」：10式戦車 / 96式装輪装甲車
- 第2戦車中隊「西方戦-2」：10式戦車 / 96式装輪装甲車

新編時：2018年（平成30年）3月27日
- 西部方面戦車隊本部
- 本部管理中隊「西方戦-本」：10式戦車 / 96式装輪装甲車
- 第1戦車中隊「西方戦-1」：10式戦車 / 96式装輪装甲車
- 第2戦車中隊「西方戦-2」：10式戦車 / 96式装輪装甲車
- 第3戦車中隊「西方戦-3」：74式戦車 / 96式装輪装甲車
- 第4戦車中隊「西方戦-4」：74式戦車 / 96式装輪装甲車

## 整備支援部隊
- 西部方面後方支援隊第301戦車直接支援中隊「301戦直支」（玖珠駐屯地）：2018年（平成30年）3月27日から

## 主要幹部
| 官職名                             | 階級          | 氏名     | 補職発令日     | 前職                                                    |
| ---------------------------------- | ------------- | -------- | -------------- | ------------------------------------------------------- |
| 西部方面戦車隊長 兼 玖珠駐屯地司令 | 1等陸佐（二） | 中村元彦 | 2024年03月21日 | 陸上幕僚監部指揮通信システム・情報部 情報課地域情報班長 |

| 代 | 氏名       | 在職期間                                                  | 前職                                                    | 後職                         |
| -- | ---------- | --------------------------------------------------------- | ------------------------------------------------------- | ---------------------------- |
| 01 | 黒木正憲   | 2018年03月27日 - 2018年09月13日                           | 第4戦車大隊長 兼 玖珠駐屯地司令                         | 第4師団司令部付              |
| 02 | 前田健一郎 | 2018年09月20日 - 2020年03月15日 ※2019年1月1日 1等陸佐昇任 | 陸上自衛隊富士学校勤務 （2等陸佐）                      | 陸上自衛隊教育訓練研究本部付 |
| 03 | 山口行徳   | 2020年03月16日 - 2022年03月13日                           | 陸上自衛隊富士学校主任教官                              | 中部方面総監部総務部総務課長 |
| 04 | 服部樹彦   | 2022年03月14日 - 2024年03月20日                           | 陸上自衛隊富士学校主任教官                              | 第10師団司令部第2部長        |
| 05 | 中村元彦   | 2024年03月21日 -                                          | 陸上幕僚監部指揮通信システム・情報部 情報課地域情報班長 |                              |

## 主要装備
- 10式戦車
- 87式偵察警戒車
- 96式装輪装甲車
- 軽装甲機動車
- 1/2tトラック / 73式小型トラック
- 1 1/2tトラック / 73式中型トラック
- 3 1/2tトラック / 73式大型トラック
- 89式5.56mm小銃
- 12.7mm重機関銃
- 9mm拳銃

### 過去の装備品
- 74式戦車
- 16式機動戦闘車

## 警備隊区
大分県日田市・玖珠郡の1市2町である。災害派遣については第4師団の指揮統制を受ける特例運用を行っている。

## 廃止部隊
- 2019年（平成31年）3月26日廃止
  - 第3戦車中隊「西方戦-3」：74式戦車 / 96式装輪装甲車
  - 第4戦車中隊「西方戦-4」：74式戦車 / 96式装輪装甲車